# Rolls-Royce Wraith (2013)
La Rolls-Royce Wraith è un'autovettura di lusso prodotta dalla casa automobilistica britannica Rolls-Royce Motor Cars dal 2013 al 2023.

## Nome
Il nome Wraith deriva da un'antica parola scozzese, che significa e identifica l'immagine di un fantasma o uno spirito, il cui nome è ripreso e condiviso con l'omonimo modello del 1938.

## Profilo

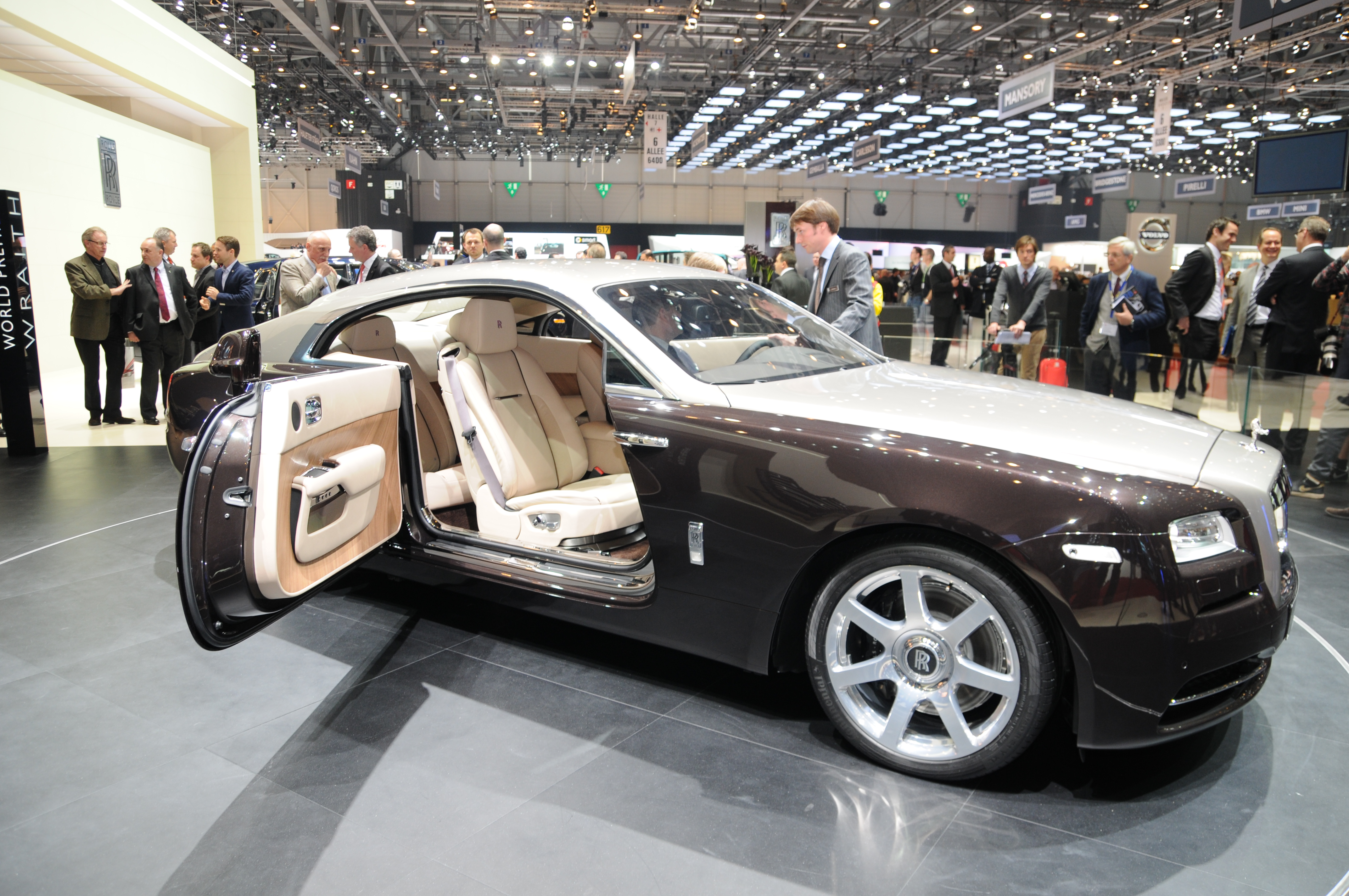
L'apertura controvento delle portiere

La casa britannica ha presentato il modello al pubblico per la prima volta al salone dell'automobile di Ginevra del 2013. La coupé può ospitare quattro persone, con la particolarità di avere le porte incernierate contro vento. È alimentato da un motore biturbo V12 da 6592 cm³ di cilindrata e 465 kW (632 CV) di potenza. La velocità massima è di 250 km/h. Il veicolo ha un passo di 3.112 millimetri, una lunghezza di 5.269 millimetri, una larghezza di 1.947 mm ed è alta 1.507 millimetri. Il bagagliaio può contenere 470 litri. Il peso a vuoto è indicato in 2.435 kg.

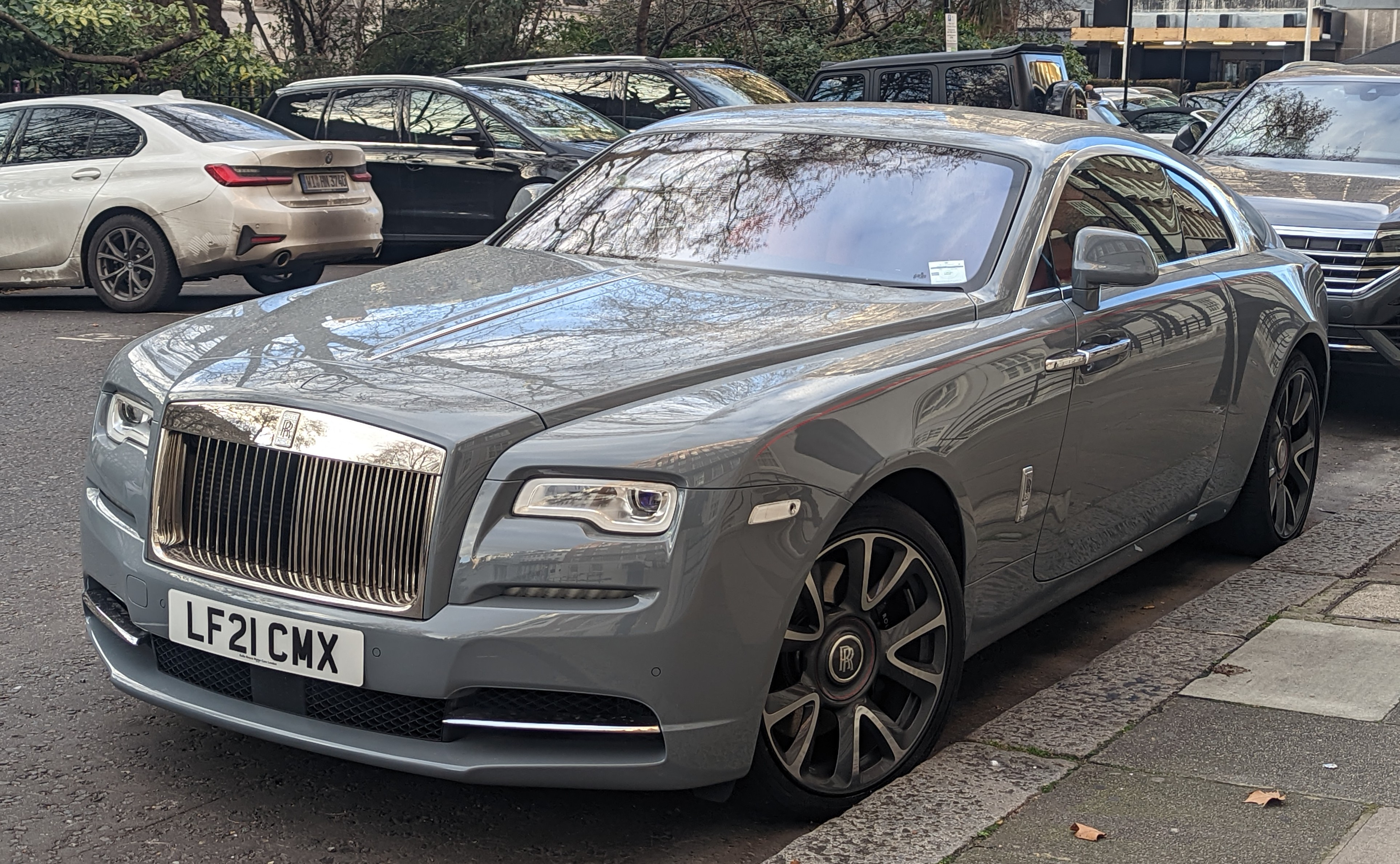
Wraith restyling

Una peculiarità riguarda il cambio, un automatico a 8 rapporti che tenendo in considerazione i dati GPS, seleziona la marcia ottimale per l'avanzamento su strada.
Al Salone dell'Automobile di Ginevra del marzo 2016, la Rolls-Royce Wraith ha ricevuto un leggero restyling che includeva nuovi fari anteriori a LED.